# Rosenfeld (band)
Rosenfeld (ローゼンフェルド) was een Japanse thrashmetalband, geformeerd in 1986 te Tokio.
Zanger Hisayoshi is de oprichter van het onafhankelijk platenlabel, genaamd Skull Crusher Records, waar de band hun discografie op uitbracht. De bandleden droegen nazi-kleding en op de arm een aantal swastikapatches om te choqueren. Rommel, een band die tevens uit Japan kwam, deed precies hetzelfde. In begin 1994 ging Rosenfeld uit elkaar. Zanger Hisayoshi heeft ook nog meerdere malen live opgetreden met Harkenkreuz. Bassist Takami heeft tevens bij Bellzlleb gespeeld. De discografie van Rosenfeld is nooit opnieuw heruitgebracht, dit maakt alle uitgaven moeilijk te vinden en hun debuutalbum, "Pigs of the Empire", wordt vaak voor een paar honderd euro verkocht op veilingsites zoals eBay.
X speelt in het nummer Blue Blood (van het gelijknamige album, uitgegeven in 1989) een riff die lijkt op het nummer B van Rosenfeld, wat in 1986 voor het eerst werd gespeeld en uitgegeven op hun eerste demo. Dit heeft X nooit toegegeven.

## Bandleden
Laatst bekende lineup
- Hisayoshi (zang)
- SDGY (gitaar)
- Lina(basgitaar)
- Ven(support drums)

Ex-leden
- Yasuhiro (gitaar)
- Morii (basgitaar)
- Takafumi (drums)
- Hiromi (gitaar)
- Gish (basgitaar)
- Kouichi (drums)
- Takami (basgitaar)
- Shinji (gitaar)
- Takashi (basgitaar)
- Hime (drums)

## Discografie
Demo's
- 1986 - Rosenfeld
- 1989 - B
- 1993 - Demo 93
- 1994 - Ashes To Ashes

Studioalbum
- 1991 - Pigs Of The Empire

Livealbum
- 1994 - In The Garden

VHS
- 1994 - Missing